# Адріана Серра-Дзанетті
Адріана Серра-Дзанетті (італ. Adriana Serra Zanetti; італійська вимова: [adriˈaːna ˈsɛrra ddzaˈnetti], нар. 5 березня 1976) — колишня італійська тенісистка. 
Здобула три парні титули туру WTA.
Досягла чвертьфіналу Відкритого чемпіонату Австралії з тенісу 2002 року.
Найвищу одиночну позицію світового рейтингу — 38 місце досягла 11 лютого 2002, парну — 69 місце — 17 червня 2002 року.
В Кубку Федерації рахунок перемог-поразок становить 9–7.
Завершила кар'єру в 200 році.
Її молодша сестра Антонелла Серра-Дзанетті також була професійною тенісисткою.

## Фінали турнірів WTA

### Парний розряд (3–1)
| Результат | Ранг | Дата            | Турнір                                                     | Покриття  | Партнер                  | Опоненти                                         | Рахунок       |
| --------- | ---- | --------------- | ---------------------------------------------------------- | --------- | ------------------------ | ------------------------------------------------ | ------------- |
| Перемога  | 1.   | 17 вересня 2001 | Challenge Bell 2001, Канада                                | Килим (i) | Саманта Рівз             | Клара Коукалова Алена Вашкова                    | 7–5, 4–6, 6–3 |
| Поразка   | 2.   | 7 січня 2002    | Richard Luton Properties Canberra International, Австралія | Тверде    | Саманта Рівз             | Нанні де Вільєрс Ірина Селютіна                  | 2–6, 3–6      |
| Перемога  | 3.   | 7 липня 2003    | Internazionali Femminili di Tennis di Palermo, Італія      | Ґрунт     | Emily Stellato           | Марія Хосе Мартінес Санчес Аранча Парра Сантонха | 6–4, 6–2      |
| Перемога  | 4.   | 11 жовтня 2004  | Tashkent Open, Узбекистан                                  | Тверде    | Антонелла Серра-Дзанетті | Маріон Бартолі Мара Сантанджело                  | 1–6, 6–3, 6–4 |

## Фінали ITF

### Одиночний розряд (1–3)
| Турніри $75,000 |
| Турніри $25,000 |

| Результат | Ранг | Дата              | Турнір                  | Покриття | Опонент            | Рахунок  |
| --------- | ---- | ----------------- | ----------------------- | -------- | ------------------ | -------- |
| Перемога  | 1.   | 2 листопада 1997  | Рамат-га-Шарон, Ізраїль | Тверде   | Катарина Среботнік | 6–4, 6–2 |
| Поразка   | 2.   | 30 листопада 1997 | Nuriootpa, Австралія    | Тверде   | Александра Ольша   | 1–6, 1–6 |
| Поразка   | 3.   | 6 грудня 1998     | Богота, Колумбія        | Ґрунт    | Фабіола Сулуага    | 3–6, 2–6 |
| Поразка   | 4.   | 11 лютого 2001    | Рокфорд, США            | Тверде   | Джилл Крейбас      | 4–6, 3–6 |

### Парний розряд (0–4)
| Результат | Ранг | Дата            | Турнір                  | Покриття   | Партнер                  | Опоненти                      | Рахунок       |
| --------- | ---- | --------------- | ----------------------- | ---------- | ------------------------ | ----------------------------- | ------------- |
| Поразка   | 1.   | 7 червня 1993   | Казерта, Італія         | Ґрунт      | Паула Кабесас            | Karin Lušnic Мая Мурич        | 6–2, 2–6, 3–6 |
| Поразка   | 2.   | 9 жовтня 2000   | Welwyn, Велика Британія | Тверде (i) | Антонелла Серра-Дзанетті | Шеллі Стефенс Драгана Зарич   | 0–4, 3–5, 1–4 |
| Поразка   | 3.   | 12 жовтня 2003  | Дубай, ОАЕ              | Тверде     | Флавія Пеннетта          | Жофія Губачі Кіра Надь        | 6–2, 2–6, 2–6 |
| Поразка   | 4.   | 18 вересня 2006 | Лечче, Італія           | Ґрунт      | Кільдін Шевальє          | Катерина Лопес Теодора Мирчич | 6–7(4), 4–6   |